# Denise Paulme

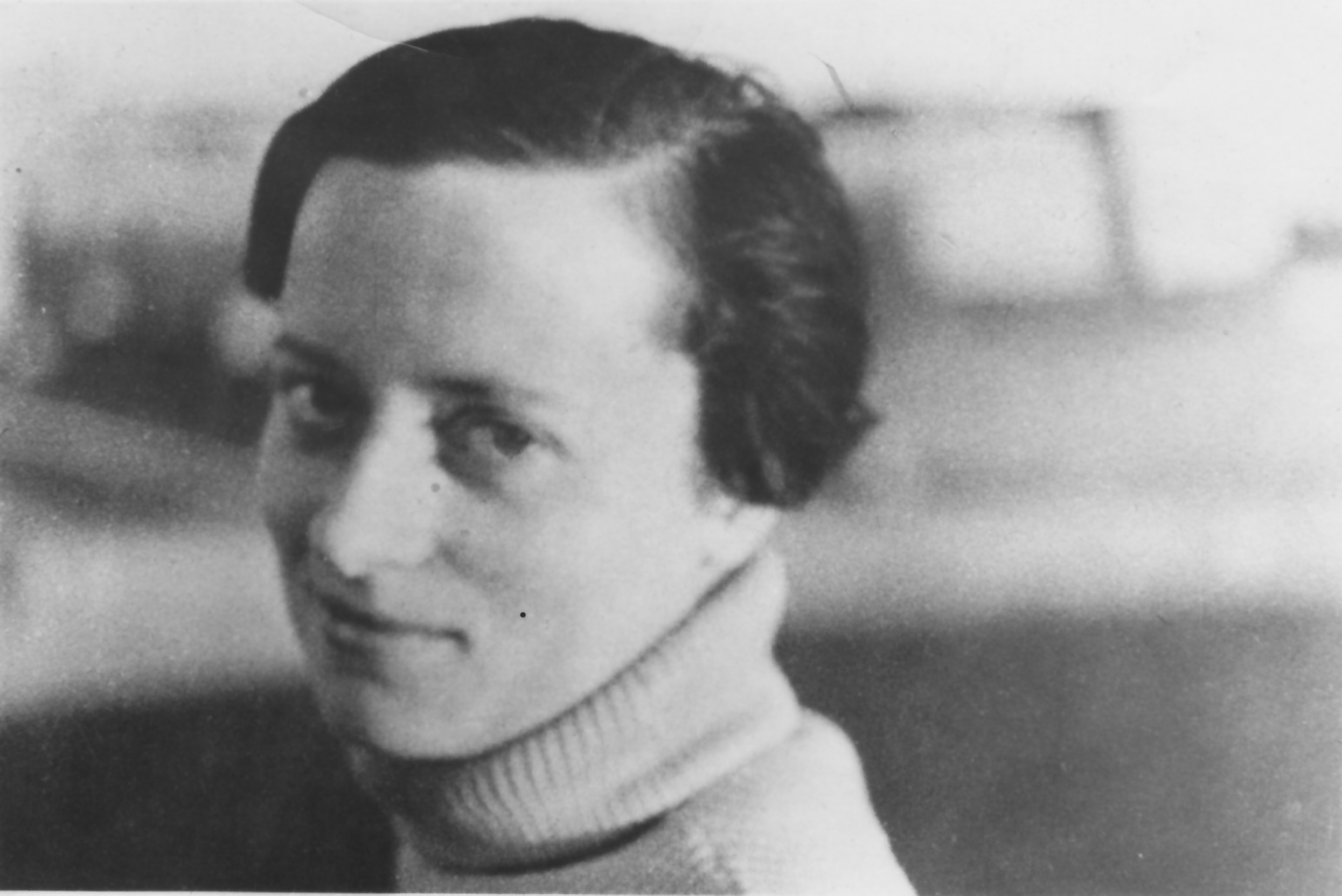
Denise Paulme (1935)

Denise Paulme (geboren 4. Mai 1909 in Paris; gestorben 14. Februar 1998 ebenda) war eine französische Ethnologin, Anthropologin und Afrikanistin, die durch ihre Arbeiten zu den Dogon, Baga und Bété bekannt wurde.

## Leben
Denise Paulme hatte zunächst ein Studium der Rechtswissenschaften aufgenommen, wechselte aber dann zu dem Ethnologen Marcel Mauss an das Institut d’ethnologie der Universität von Paris, an dem auch Lucien Lévy-Bruhl und Paul Rivet tätig waren. Insbesondere hatte Marcel Mauss Einfluss auf ihr Werk. Ihre erste Feldforschungsexpedition führte sie mit der Linguistin Deborah Lifchitz (* 5. Juni 1905 in Charkow, 1943 in Paris verhaftet und nach Auschwitz deportiert) im Jahr 1935 mit dem Ort Sangha (auch Sanga) als Ausgangspunkt zu den Dogon in Mali. Diese Expedition stand unter der Leitung von Marcel Griaule, weitere Teilnehmer waren Marcel Larget, Éric Lutten, Roger Mourlan und der Musikethnologe André Schaeffner, den sie später heiratete. Die Ergebnisse schlugen sich in dem 1940 erschienenen Organisation sociale des Dogon (Soudan français) (Soziale Organisation der Dogon) nieder, das als eines der frühen Werke der französischen Sozialanthropologie betrachtet wird.
Weitere Feldforschung führte sie gemeinsam mit André Schaeffner 1945 bei den Kissi, Reisbauern in Westafrika, durch, 1954 bei den Bagas Niederguineas und 1958 bei den Bété der Elfenbeinküste, die sie mehrmals besuchte.
Beschäftigungsverhältnisse fand sie von 1937 bis 1961 in der Abteilung für "Schwarzafrika" des Musée de l’Homme (Trocadéro) in Paris und ab 1957 als Studienleiterin an der École Pratique des Hautes Études (EPHE), Abteilung 6, die 1975 als École des Hautes Études en Sciences Sociales (EHESS) selbständig wurde.
Als bahnbrechend ihrer Zeit gelten ihre Arbeiten über schwarzafrikanische Frauen für die späteren Geschlechterstudien in diesen Regionen, über Altersklassen und Situation der Frauen in patrilinearen Gesellschaften und ihre Übersetzungen oraler Traditionen.

## Schriften (Auswahl)
- Organisation sociale des Dogon (Soudan français). Domat-Montchrestien, Paris, 1940. (Neuausgabe herausgegeben von Jean-Michel Place, 1988).
- Les Gens du riz. Kissi de Haute-Guinée Française. Plon, Paris 1954.
- Une société de Côte d’Ivoire hier et aujourd’hui. Les Bété. Mouton, Paris-La Haye 1962.
- Les Sculptures de l’Afrique noire. Presses Universitaires de France, Paris, 1956.
- La Mère dévorante. Essai sur la morphologie des contes africains. Gallimard, Paris 1976.
- La Statue du commandeur. Essais d’ethnologie. Le Sycomore, Paris 1984.
- Lettres de Sanga à André Schaeffner. Fourbis, Paris 1992.
- Lettres de Sanga de Deborah Lifchitz et Denise Paulme à Michel Leiris. Fourbis, Paris 1992.

Herausgeberschaften:
- (Hrsg.): Marcel Mauss: Manuel d’ethnographie. Paris, Payot 1947.
- (Hrsg.): Femmes d’Afrique noire. Mouton, Paris-La Haye 1960.
- (Hrsg.): Classes et associations d’âge en Afrique de l’Ouest. Plon, Paris 1971.

Posthum erschienen:
- Cendrillon en Afrique. Galaade éditions, Paris 2007. (Vorwort von Françoise Héritier).
- Lettres de Sanga. CNRS Éditions, Paris 2015.